# Зиґмунт Фредро
Зиґмунт Фредро гербу Бонча (пом. 1663) — польський шляхтич, військовий, урядник Речі Посполитої.

## Життєпис
Батько — Каспер Фредро, матір — дружина батька Магдалена Дуніковська. 
У 1639—1648 роках — збирач податків, адміністратор чоповий Руського воєводства. 1648 року був обраний каптуровим суддею Руського воєводства. Посол сейму 1652 року. 1655 року (також на початку 1656) сеймик Руського воєводства призначив його (тодішня посада — каштелян сяноцький) командиром посполитого рушення Сяноцької землі. До цього не дійшло, він вислав зібраних власним коштом 75 вояків під командування гетьманів. Наприкінці війни зі шведами сеймик Сяноцької землі ухвалив виплатити йому 4500 злотих за витрачені на її оборону кошти. Також мав посади: стольник сяноцький, староста янівський.
Незважаючи на досить високий сан, брав участь в насильницьких діях. Зокрема, 1643 року під час сеймику напав на сяноцького кастеляна Богуського; пізніше брав участь в сутичках за посаду Перемиського руського (православного) владики.
Дідич Ходновичів.

### Сім'я
Дружини — Тереса Сьлезановська, Софія Барановська з Васючина. Діти:
- Кароль